# Andrej Marušič (publicist)
Andrej Marušič, slovenski narodni buditelj in publicist, * 7. december 1828, Štandrež, † 16. oktober 1898, Gorica.
Rodil se je očetu Jožefu in materi Katarini (rojena Pavletič). Marušič, ki je bil leta 1851 posvečen v duhovnika, je kot katehet služboval na nižji gimnaziji v Gorici, kjer je od 1854 poleg verouka poučeval tudi slovenščino. V tem času je pričel priobčevat članke v Novice in bil dolga leta eden najmarljivejšemi doposniki iz Goriške. Javni nastopi so ga pripeljali v politiko, kjer se je izkazal kot izrazit pristaš Bleiweisovega staroslovenskega tabora. Po letu 1870 je politično delo počasi opuščal, še vedno pa je bil aktiven kot publicist in pisec verskih besedil. Pred smrtjo je pisal spomine, vendar jih ni dokončal, uredil pa je 3 letnike Koledarja za goriško nadškofijo.
Marušič, ki je bil bojevit branilec katoliških načel, se je zavzemal za strpnost v javnem življenju, tudi do italijanskih sosedov, zagovarjal je načelo »Vsakomur svoje«. V letih, ko je deloval v Bleiweisovem krogu je posegal tudi v dogajanje osrednje slovenske politike.